# Tormenta tropical Keith (1988)
La tormenta tropical Keith fue el undécimo ciclón tropical de la temporada de huracanes en el Atlántico de 1988. Golpeó el territorio continental de Estados Unidos más tarde en el año que cualquier otro desde la temporada de huracanes de 1925. Keith se desarrolló a partir de una onda tropical en el Mar Caribe el 17 de noviembre. Se dirigió hacia el noroeste, y bajo condiciones favorables alcanzó una intensidad máxima de 70 mph (110 km/h), poco antes de golpear el extremo noreste de la Península de Yucatán. Giró hacia el noreste en el Golfo de México, y tocó tierra cerca de Sarasota (Florida), el 23 de noviembre. Keith aumentó su velocidad de avance bajo la influencia de un frente frío, y se convirtió en extratropical cerca de las Bermudas el 24 de noviembre. El remanente extratropical persistió por dos días más.
Al principio, Keith produjo lluvias moderadas a fuertes en Honduras, Jamaica y Cuba. Se reportaron daños mínimos en México, que todavía se estaba recuperando de los efectos del huracán Gilbert dos meses antes. Keith, el último de cuatro ciclones tropicales destinados a golpear a Estados Unidos durante la temporada, produjo lluvias moderadas, mareas altas y peligrosas y ráfagas de vientos en todo el centro de Florida. Los daños en general fueron leves pero extensos. Se calcula el daño total, de $7 300 000 (USD de 1988, equivalentes a $14.6 millones de dólares de 2015). Cerca de la costa de Florida, el daño se produjo principalmente por la marejada y erosión en las playas. En tierra firme había inundaciones, árboles caídos y cables eléctricos. No se reportaron víctimas mortales.

## Historia meteorológica
Una onda tropical se alejó de la costa de África el 5 de noviembre con trayectoria constante al oeste a través del Océano Atlántico tropical. Su movimiento de avance disminuyó después de su paso por las Antillas Menores el 12 de noviembre. Un gran anticiclón bien definido persistió en gran parte del Mar Caribe, proporcionando un entorno favorable para el sistema. Se pudo observar por vía satelital la formación gradual de una circulación de bajo nivel. Basándose en las observaciones, el Centro Nacional de Huracanes estima que la circulación se había transformado en una depresión tropical el 17 de noviembre, a unas 280 millas (450 km) al sur del extremo occidental de Haití.
Inicialmente, la depresión estaba desorganizada, mientras se abría camino al oeste. El 18 de noviembre el centro quedó expuesto desde el área de convección profunda, sin embargo el entorno de nivel superior evolucionó gradualmente de manera favorable para el desarrollo, y la convección profunda, o la actividad tormentosa, se desarrolló más cerca del centro. Una corriente en dirección al este cerca del Golfo de México impulsó la tormenta hacia el noroeste. Al día siguiente, la depresión se intensificó para convertirse en tormenta tropical, al encontrarse a poca distancia al norte de Honduras, recibiendo el nombre de Keith. Rápidamente se intensificó, y el 21 de noviembre la tormenta alcanzó su pico de fuerza de 985 mbar (29,09 inHg) con vientos de 70 mph (110 km/h). La corriente que impulsó a Keith hacia el noroeste rápidamente aceleró hacia el noreste y como resultado la tormenta se movió lentamente al noroeste hasta tocar tierra en la punta noreste de la Península de Yucatán a las 08:00 (UTC) del 21 de noviembre, con una intensidad ligeramente por debajo de la categoría de huracán.
Después de tocar tierra brevemente, Keith se volvió hacia el norte bajo la influencia de una corriente de arrastre frontal. La tormenta perdió fuerza mientras giraba debido al aumento de fuerza y la colisión entre el viento vertical y la presencia de aire fresco y seco del norte. El 23 de noviembre, Keith tocó tierra cerca de Sarasota, Florida, con vientos de 65 mph (100 km/h), mientras que la mayor parte de su convección se intensificó del norte al centro. Su llegada fue la segunda más tardía en el año para el territorio continental de Estados Unidos, solo superada por la de un huracán en la temporada de 1925. La tormenta se debilitó rápidamente con su paso por Florida, y en cuestión de horas los vientos se redujeron a una velocidad de 40 mph (65 km/h). Al alcanzar el océano Atlántico ocho horas después de moverse en tierra, Keith comenzó a intensificarse gradualmente y bajo la influencia de un área de baja presión de nivel superior muy grande sobre la isla de Terranova, la tormenta aceleró hacia el noreste. El 24 de noviembre, la tormenta otra vez alcanzó su intensidad máxima de 70 mph (110 km/h), poco antes de convertirse en un ciclón extratropical cerca de las Bermudas. Keith se reforzó y evolucionó en un poderoso ciclón extratropical, alcanzando vientos con fuerza de huracán y una presión mínima de 945 mbar (27,92 inHg). La tormenta extratropical viró hacia el oeste y se observó por última vez el 26 de noviembre al noreste de Newfoundland.

## Precauciones

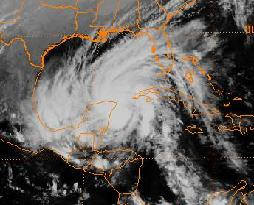
Tormenta Tropical Keith en México

El 20 de noviembre, poco antes de que la depresión tropical derivara en una tormenta tropical, el gobierno de Honduras emitió una alerta de tormenta tropical para las Islas del Cisne, junto con un aviso de tormenta tropical para la costa noroeste de Honduras. Los avisos se interrumpieron después de 10 horas con el paso de Keith a través de la región.  El gobierno de Belice declaró brevemente una alerta de tormenta tropical para toda la costa del país, pero cuando se hizo evidente que Keith no era una amenaza, dicha alerta fue retirada. Unas 16 horas antes de que la tormenta tocara tierra en la península de Yucatán, el gobierno de México emitió un aviso de tormenta tropical para la mayor parte de la costa de Quintana Roo. Seis horas más tarde, la sustituyó un aviso de tormenta tropical, que se extendió hacia el oeste hasta Progreso (Yucatán); también se emitió un aviso de huracán. Los funcionarios cubanos emitieron un boletín en la noche del 20 de noviembre, avisando de condiciones de tormenta tropical para toda la parte occidental de Cuba. Un boletín posterior indicó la posibilidad de que las condiciones propiciaran un huracán, pero con el avance al noroeste, tal amenaza disminuyó.
Dos días antes de que la tormenta azotara a Florida, los trabajadores de gestión de emergencias comenzaron a trabajar para anticipar la llegada. Al día siguiente, los niveles de agua en cinco lagos en el condado de Hillsborough se redujeron como medida de precaución. Los residentes prepararon sacos de arena para evitar las inundaciones a lo largo de las áreas costeras, mientras que los propietarios de embarcaciones trabajaron para asegurar sus navíos. Algunos turistas que se encontraban cerca de la costa suroeste de Florida se trasladaron a zonas del interior de la ciudad, aunque muchos se quedaron a pesar de la tormenta. Funcionarios de la Cruz Roja abrieron seis refugios de emergencia. Además, los departamentos de policía de Clearwater, Indian Shores, y Largo aumentaron su plantilla para manejar los problemas relacionados con la tormenta. La tormenta provocó el cierre de algunas escuelas privadas, como la de Hillsborough Community College. Cerca de 21 horas antes de Keith tocara tierra, el Centro Nacional de Huracanes emitió una advertencia de tormenta tropical a lo largo de la costa oeste de Florida, desde el cabo Sable hasta Cedar Key. Al día siguiente, una advertencia de tormenta tropical fue publicada desde Júpiter (Florida), al norte de Savannah. Una advertencia de tormenta tropical se emitió también brevemente para las Bermudas.

## Impacto

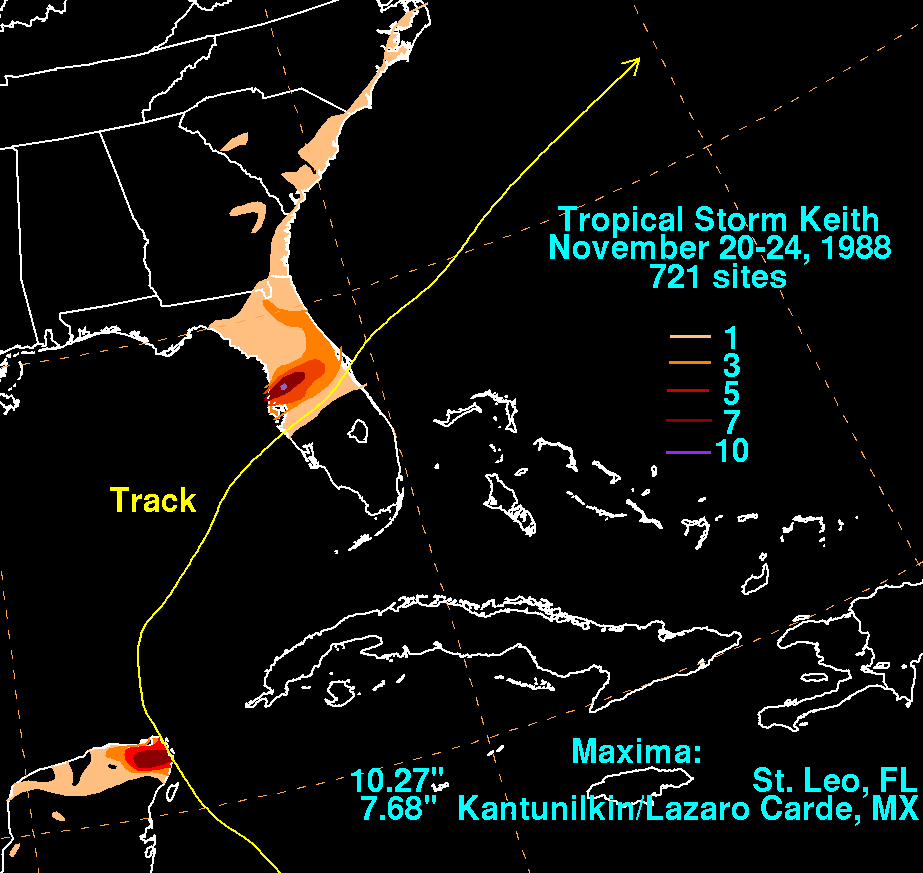
Datos de la lluvia de Keith

Keith dejó caer alrededor de 3 pulgadas (75 mm) de precipitaciones a lo largo de la costa norte de Honduras y se registraron totales de alrededor de 10 pulgadas (250 mm) en las islas del litoral. A medida que la tormenta tocaba tierra en México, un barco justo al oeste de Cozumel reportó ráfagas de viento de 90 mph (149 km/h), mientras que un segundo barco en Puerto Morelos, Quintana Roo, registró vientos sostenidos de 70 mph (110 km/h). Informes de Cozumel indicaron lluvias torrenciales y un gran número de impactos de rayos en el período de vientos más altos. La lluvia alcanzó las 7,69 pulgadas (195 mm) al sur de Cancún. Aún recuperándose de los efectos del huracán Gilbert dos meses antes, la península de Yucatán recibió sólo daños menores como resultado de Keith. La tormenta provocó inundaciones en el oeste de Cuba que dañaron severamente los cultivos de tabaco y vegetales. Los funcionarios obligaron a 2500 residentes a evacuar sus hogares debido a las inundaciones. En Jamaica, la tormenta produjo casi 4 pulgadas (100 mm) de precipitación en Kingston.
Frente a la costa de Florida, un carguero y sus diez tripulantes quedaron varados después de que la tormenta inundara su sala de máquinas. El ciclón produjo una marejada moderadamente fuerte en lugares aislados a lo largo de la costa suroeste de Florida, alcanzando un máximo de 5,94 metros (1,81 m) en Bradenton y Fort Myers Beach. Se produjo una combinación de marejada y olas que erosionaron severamente las playas a lo largo de Charlotte Harbor y Estero Bay. En Naples, fuertes olas destruyeron el extremo occidental del muelle. donde varios barcos fueron arrojados a la costa. Los vientos sostenidos alcanzaron un máximo de 63 mph (101 km/h) en la Base de las Fuerzas Aéreas MacDill, con ráfagas incluso más fuertes. Hacia el interior, el daño se limitó principalmente a inundaciones aisladas de agua dulce, árboles caídos y cortes de energía. En general el daño fue disperso, bastantes postes de luz y seis estructuras fueron destruidas en todo el estado. Antes de tocar tierra, Keith tuvo dos tornados, uno de los cuales dañó aproximadamente 30 casas móviles en Clermont. En Lakeland, una vía de tren anegada causó el descarrilamiento un tren de 34 coches, que a su vez rompió un gasoducto que forzó a evacuar a 450 personas. En el condado de Lee, los daños ascendieron a $1,5 millones (1988 USD; 2990000 dólares de 2015), y en el condado de Pinellas la tormenta causó cerca de $5,8 millones en daños (1988 USD;. $ 11.600.000 USD de 2015).
Una ligera marejada ciclónica de 1 a 2 pies (30 a 60 cm) fue observada a lo largo de la costa noreste de la Florida y el sureste de Georgia. La banda exterior de precipitaciones de la tormenta dejó alrededor de 1 pulgada (25 mm) de lluvia a lo largo de la costa de Florida, en dirección a Carolina del Norte. Una estación de Bermudas registró vientos sostenidos de 47 mph (76 km/h), con ráfagas de 78 mph (126 km/h). En la isla se produjeron solamente ligeros daños.